# جان کامرل
جان کامرل (انگلیسی: John Edmund Commerell; ۱۳ ژانویهٔ ۱۸۲۹ – ۲۱ مهٔ ۱۹۰۱) افسر نیروی دریایی پادشاهی بریتانیا بود. او به عنوان یک افسر جزء، در نبرد ووئلتا د اوبلیگادو در نوامبر ۱۸۴۵ در طول جنگ داخلی اروگوئه حضور داشت. او همچنین در عملیات دریای آزوف در طول جنگ کریمه شرکت کرد و به همراه سرگروهبان و یک دریانورد به ساحل رفت تا مقادیر زیادی علوفه دشمن را در ساحل نابود کند. پس از یک سفر دشوار و خطرناک، آنها به هدف خود - یک انبار ذرت - رسیدند و توانستند پشته‌ها را آتش بزنند، اما نگهبانان هوشیار شدند و بلافاصله آتش گشودند و آنها را تعقیب کردند. فرار برای این افراد دشوار بود، اما سرانجام به کشتی خود رسیدند و دیده‌بانان بعداً گزارش دادند که انبار علوفه به کلی سوخته است. او و همکارش، سرگروهبان ویلیام توماس ریکارد، نشان صلیب ویکتوریا، بالاترین نشان شجاعت در مواجهه با دشمن که می‌تواند به نیروهای بریتانیا و کشورهای مشترک‌المنافع اعطا شود، را دریافت کردند.
کامرل بعدها فرمانده کل قوا در پایگاه دماغه امید نیک، فرمانده کل قوا در پایگاه آمریکای شمالی و هند غربی و سپس فرمانده کل قوا در پورتسموث شد. او همچنین یک سیاستمدار محافظه‌کار بود که از سال ۱۸۸۵ تا ۱۸۸۸ در مجلس عوام عضویت داشت.